# Martino Ferrabosco
Martino Ferrabosco (Capolago, siglo XVI - Roma, 3 de agosto de 1623) fue un arquitecto y grabador italiano nacido en Suiza.
Originario del cantón del Tesino, en el sur de Suiza, estuvo activo en Roma entre la segunda y la tercera década del siglo XVII, donde comenzó como cantero, como muchos otros artistas de su misma procedencia.

## Obras
Entre sus obras, muchas de ellas en colaboración con Giovanni Vasanzio, se destacan:
- La Torre del Reloj para subrayar la entrada al Palacio Apostólico en línea con la Vía Alessandrina, construida entre 1616 y 1617 y posteriormente demolida, después de algunas décadas, para dar paso a la columnata de Gian Lorenzo Bernini.
- El techo de la Capilla Paulina en el Palacio del Quirinal.

Fue el "fabricante de fuentes" del Palacio Apostólico, superintendente de las fuentes de la Ciudad del Vaticano, del Borgo y del Quirinal y diseñó algunas fuentes con Vasanzio, entre ellas:
- La Fuente de la Galera en el Vaticano (1621).
- La Fuente de la Cometa en el Vaticano.

Fue también grabador y su obra gráfica más conocida son las láminas para el Libro de la arquitectura de la Basílica de San Pedro, publicado en 1620 y luego en 1684 con comentarios de Giovan Battista Costaguti.